# Virgen con el Niño y san Juanito (Zurbarán)
Virgen con el Niño y san Juanito o Virgen con el Niño Jesús y san Juan bautista niño es el tema de tres lienzos de Francisco de Zurbarán, que constan con las referencias n.º 255, n.º 271 y n.º 286 en el catálogo razonado y crítico, realizado por la historiadora del arte Odile Delenda. Este último lienzo —firmado y fechado en 1662—se considera la última obra realizada por el pintor.

## Introducción
En su último período —en Madrid— Zurbarán representó nuevos temas, destinados a una nueva clientela privada, siendo La Virgen con el Niño y san Juanito uno de ellos. En esta etapa, el pintor parece haber utilizado siempre los mismos modelos para representar a la Virgen con el Niño, con una Virgen morena, de rostro ovalado y ojos almendrados, que inclina la cabeza sobre su hombro derecho. El Niño Jesús es rubio, vivaz y de aspecto natural.
Asimismo, los contornos de las figuras no se recortan con la anterior intensidad, y los rostros presentan una pincelada más suave y un sutil modelado. Las composiciones desprenden intimidad, delicadeza y una cierta melancolía. Suelen permanecer algunas constantes, como el fondo sombrío, la esmerada reproducción de los tejidos —con pliegues acentuando su textura— y figuras resaltadas por una luz suave y uniforme. Según José López-Rey: «...con una luz un tanto velada y a veces ligeramente penumbrosa, el concepto de la caducidad de lo terreno envuelve el grupo». Todo ello refuerza la belleza del clasicismo renacentista, interpretando los sentimientos de su época sin necesidad de recurrir a Murillo.

## Tema de las obras
En los evangelios canónicos no consta la visita de san Juanito a la Virgen y al Niño Jesús pero, desde el siglo XIII, popularizaron este tema las Meditationes de Vita Christi del Pseudo-Buenaventura. Posteriormente, las recomendaciones iconográficas derivadas del concilio de Trento lo propusieron como un adecuado tema de reflexión para los fieles.

## Análisis de las obras

### Versión de San Diego

#### Datos técnicos y registrales
- Museo de Arte de San Diego (Inv. n º.1935:22);[7]
- Pintura al óleo sobre lienzo. 138,4 x 106,6 cm, según Delenda (138.43 x 106.68 cm, según el museo);
- Datación: 1658;
- Firmado y fechado en una cartela, abajo a la izquierda: Franco dezur baran/1658;[8]
- Catalogado por O. Delenda con el número 255 y por Tiziana Frati con el número 479.[9]

#### Descripción de la obra
En este lienzo —de composición triangular— la Virgen está vuelta hacia la derecha del lienzo. La composición remite a modelos renacentistas, que Zurbarán podía haber admirado en las colecciones reales madrileñas  San Juanito ofrece un jilguero al Niño. El plato de fruta constituye un verdadero bodegón, con unas manzanas que evocan el pecado original, mientras que la Biblia que sostiene la Virgen alude a su Fe.

#### Procedencia
1. Madrid, colección conde de Altamira, siglo XVIII; Londres, venta Altamira, 1 de junio de 1827, n° 55 (42 £);
2. Londres, colección marqués de Stafford; Londres, Stafford House, colección duque de Sutherland;
3. Londres, venta Christie’s, 11 de julio de 1913, n° 143, comprado por Coureau (525 £); Múnich, Julius Böhler, 1914;
4. Múnich, Dr. Göttler; Nueva York, Rheinhard Galleries, 1926;
5. Nueva York, Lilienfeld Galleries, ca 1932; vendido por Lilienfeld Galleries el 26 de febrero de 1935 (5.775 $);
6. Regalado por Anne R. y Amy Putnam a la Fine Arts Gallery de San Diego en 1935.[11]

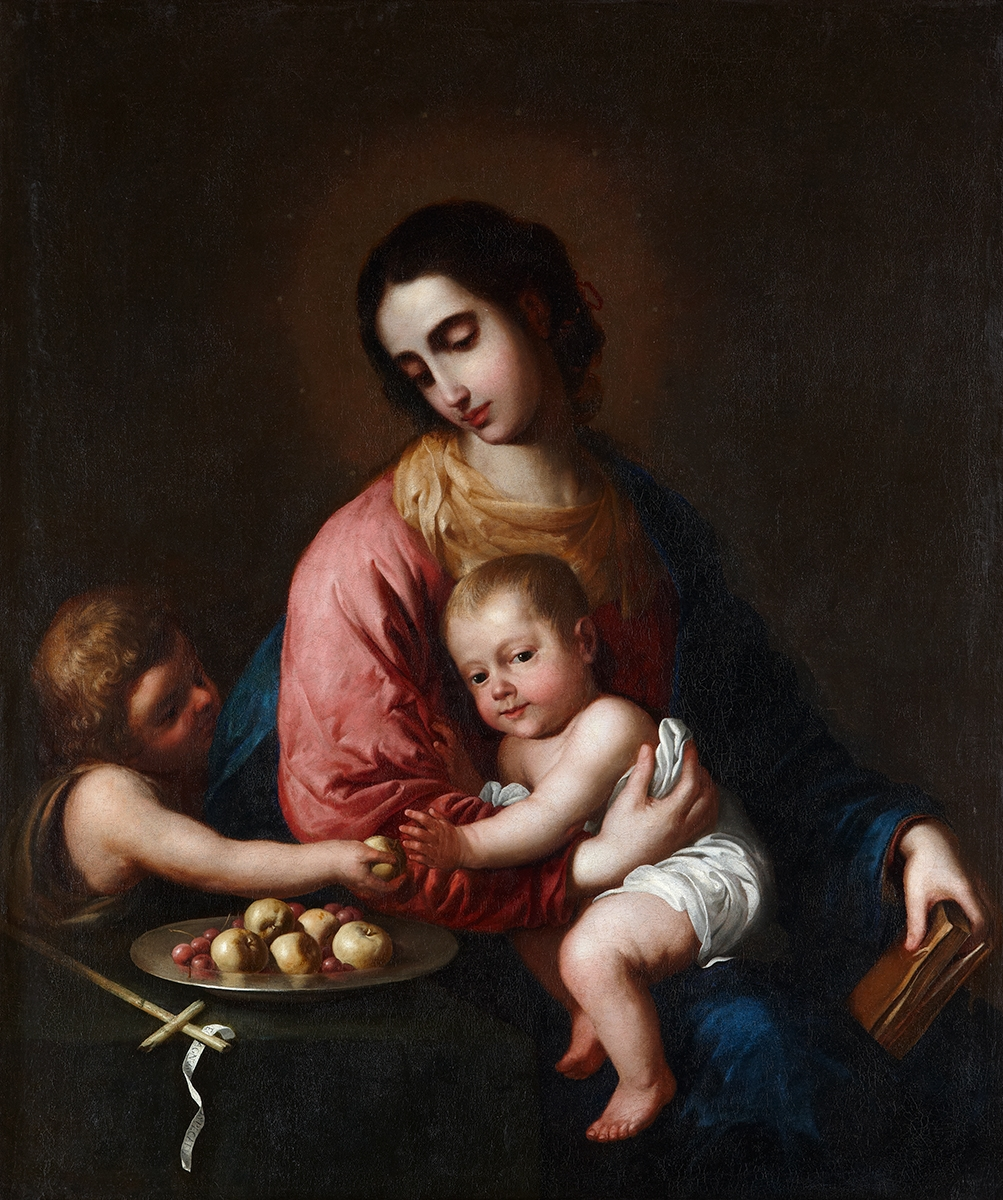
Versión de una colección privada en Zúrich

### Versión de Zúrich

#### Datos técnicos y registrales
- Zúrich, colección privada;
- Pintura al óleo sobre lienzo.119 x 100 cm;
- Datación: ca. 1659-1660;
- Restaurado en 2000 por el taller del Museo de Bellas Artes de Bilbao;[12]
- Catalogado por O. Delenda con el número 271 y por Tiziana Frati con el número 488.[13]

#### Descripción de la obra
En esta versión —de composición triangular— la Virgen está vuelta hacia la izquierda del lienzo. La Virgen sostiene un libro cerrado, y su rostro expresa una triste resignación por el destino de su hijo. El bodegón —de gran simbolismo— está formado por cinco manzanas y unas cerezas donde un brillante plato de peltre. Si las manzanas evocan el pecado original, las cerezas remiten a la Pasión y a la Redención. El papel del Niño como Redentor se hace patente a través de la manzana que ofrece a san Juanito. De la Cruz sobre la mesa pende una cinta en la que se lee: «Este es el Cordero de Dios, que quita el pecado del mundo».

#### Procedencia
1. Madrid, ca 1920, colección indeterminada;
2. Nueva York, colección Paul Berlitz;
3. Zúrich, colección Bubenberg (desde 1964?);

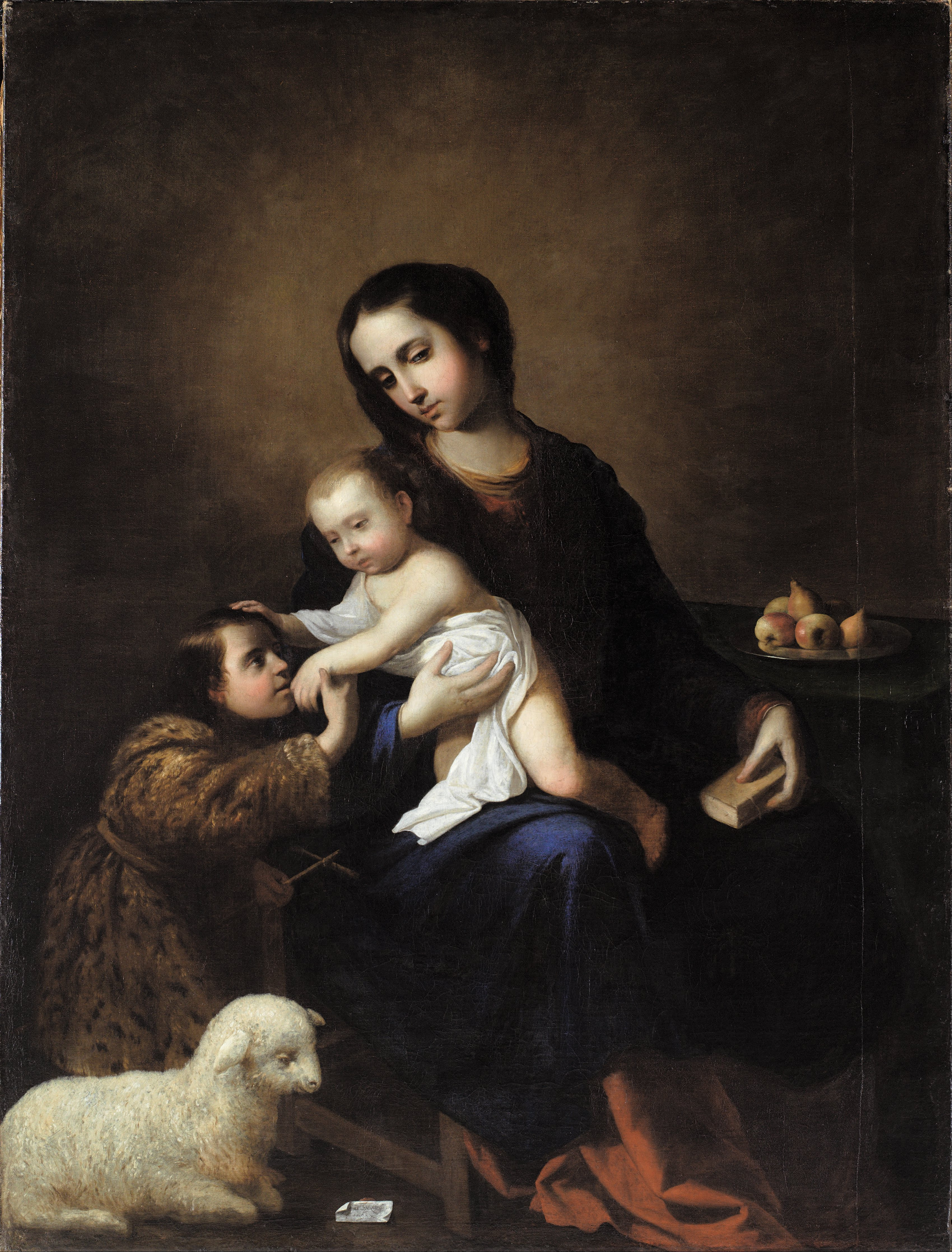
Versión del Museo de Bellas Artes de Bilbao

4. Zúrich, colección privada.[15]

### Versión de Bilbao

#### Datos técnicos y registrales
- Museo de Bellas Artes de Bilbao, n º. 69/249;[16]
- Pintura al óleo sobre lienzo.169 x 127 cm;
- Datación: 1662;
- Firmado en una cartela en la parte baja, a la izquierda: Franco De zur baran/1662;[17]
- Restaurado en 1986 por el taller del museo.
- Catalogado por O. Delenda con el número 286 y por Tiziana Frati con el número 504.[2]

#### Descripción de la obra
En esta variante —de composición más piramidal que triangular— la Virgen está también vuelta hacia la izquierda del lienzo. Lleva una túnica carmín muy oscuro y un manto azul intenso, con un ligero pañuelo parduzco rodeando su cuello. San Juanito —no muy bello pero si emotivo— viste una zalea marrón, con un cinturón de cuero, y dirige su rostro hacia el Niño, quien extiende sus manos bendiciéndole. El bodegón sobre la mesita de la derecha —recubierta de verde oscuro— presenta un plato brillante, que refleja unas manzanas rojas y peras de un amarillo rosado. Éste es el único de los tres lienzos en que aparece un cordero. La cartela en el primer plano —con la firma y la fecha—, constituye un verdadero trampantojo, simulando un papelito adherido a la superficie al lienzo mediante cera roja.

#### Procedencia
1. Madrid, colección del conde de Canillas; colección del marqués de Remisa (?);
2. Madrid, colección José de Madrazo, 1856;
3. Madrid, colección marqués de Salamanca;
4. París, venta Salamanca, 3-6 de junio de 1867, n° 50;
5. Madrid, colección marqués de Camarines;
6. Madrid, colección Marqués de Nerva;
7. Colección María Martín de Oliva;
8. Comprado en Madrid en 1940, por el Museo de Bellas Artes de Bilbao, a Apolinar Sánchez.[19]